# 世界標準の日

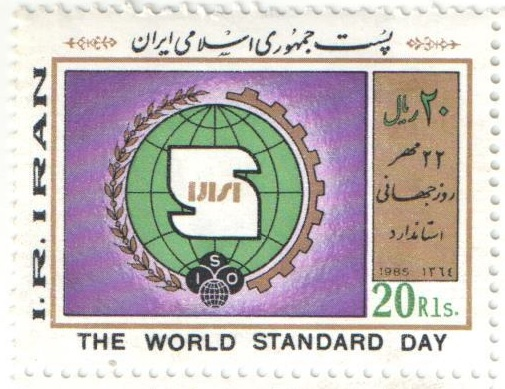
1985年にイランで発行された世界標準の日の記念切手。

世界標準の日（せかいひょうじゅんのひ、英: World Standards Day）または国際標準の日（こくさいひょうじゅんのひ、英: International Standards Day）は、毎年10月14日を国際的に祝う記念日。この日は、アメリカ機械学会 （ASME）、国際電気標準会議（IEC）、国際標準化機構（ISO）、国際電気通信連合（ITU）、電気電子技術者協会（IEEE）およびインターネット・エンジニアリング・タスク・フォース（IETF）などの標準化団体で標準規格を策定する何千人もの専門家の努力を称える。世界標準の日は、規制当局、業界、消費者の間で、世界経済において標準化することが重要であるという認識を高める目的がある。 
10月14日は、25か国の代表者が初めてロンドンに集まり、標準化促進に焦点を当てた国際組織の設立を決定した1946年10月14日に由来する。国際標準化機構（ISO）は翌年の1947年に設立されたが、初めて世界標準の日が祝われたのは、1970年以降のことであった。 
世界中で、記念日を祝してさまざまな活動が国家機関によって行われている。アメリカ合衆国では、2014年の世界標準の日を祝う祝賀会を同年10月23日に開催した。